# 극권

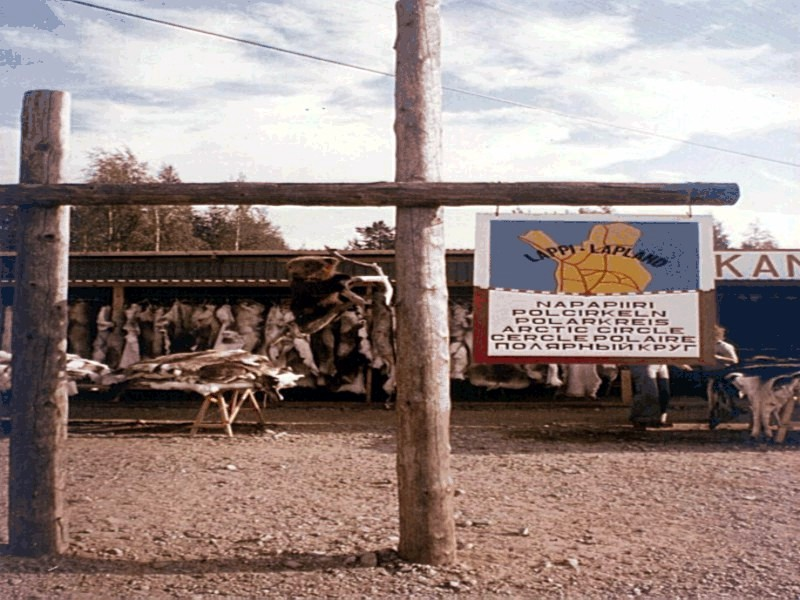
핀란드의 극권 (1975년)

극권(極圈)은 하루 이상 백야 현상이 나타나는 지방의 경계선이다. 현재는 66˚ 33' 39"에 있지만 41,000년 주기로 65.5˚와 67.5˚ 사이를 움직인다. 북반구에 있는 북극권과 남반구에 있는 남극권이 있다.

## 같이 보기
- 북극권
- 남극권
- 극지